# Charles de Bourbon-Soissons
Pour les articles homonymes, voir Charles de Bourbon-Condé.
Charles de Bourbon, né le 3 novembre 1566 à Nogent-le-Rotrou et mort le 1er novembre 1612 au château de Blandy-les-Tours est comte de Soissons (1569) et de Dreux (1594). C'est un prince du sang français des guerres de Religion.
Il est le demi-frère du prince de Condé, chef du parti protestant et le cousin du roi de Navarre devenu Henri IV de France, en 1589. Bien que de religion catholique, il rejoint les troupes de ce dernier et combat l'armée royale à la bataille de Coutras (1587). À l'avènement d'Henri IV, il devient successivement chevalier des ordres du Roi, grand maître de France, gouverneur de Dauphiné et de Normandie et vice-roi de Nouvelle-France.

## Biographie
Fils de Louis de Bourbon, prince de Condé, et de Françoise d'Orléans Longueville, Charles est un prince catholique élevé à la cour de France (son demi-frère le prince de Condé est le chef des protestants, mais depuis le massacre de la Saint-Barthélemy sa mère et ses autres frères vivent à la cour). Il est admis par Henri III en 1585 dans l’ordre du Saint-Esprit. Pendant les guerres de Religion, il se joignit à la Ligue catholique. Désenchanté, il fut gagné par Henri de Navarre à la cause anti-Guise et quitta la cour pour combattre à ses côtés. Il participe ainsi en 1587 à la bataille de Coutras qui voit l'échec cuisant des troupes royales. De retour à la cour, il obtient le pardon du roi et assiste aux états généraux de Blois en 1588.
Il contre-attaqua les forces de la Ligue à la bataille de Saint-Symphorien en 1589 et, fait prisonnier, fut détenu à Château-Giron puis au château de Nantes, d'où il s’évada pour rejoindre l’armée du roi à Dieppe. Après la bataille d'Ivry, il prit le commandement de la cavalerie du roi au siège de Paris en 1590, et prouva sa valeur militaire aux sièges de Chartres (1591) et de Rouen (1592). Après un éphémère ralliement à la cause de son demi-frère le Cardinal de Bourbon, lequel fomentait un troisième parti au sein du royaume (en marge de la Ligue et des partisans d’Henri de Navarre), Charles de Bourbon assista au couronnement d’Henri en 1594. Il fut un collaborateur sûr d’Henri IV lors du siège de Laon, (22 juillet 1594). Une fois la paix conclue avec l’Espagne, il prit le commandement des troupes royales dans les guerres de Savoie en 1600.
Charles de Bourbon, comte de Soissons, fut le grand amour de sa cousine Catherine de Navarre, sœur d'Henri IV. Le roi ne voulut finalement pas entendre parler d'un mariage qui n'apportait aucun avantage diplomatique. Pendant plusieurs années, Charles et Catherine tentèrent vainement de fléchir Henri IV, et Catherine de son côté refusa tous les autres prétendants. Finalement, elle dut céder aux ordres de son frère en épousant en 1599 le fils aîné du duc de Lorraine, Henri, duc de Bar.
Henri IV l’éleva au rang de grand maître de France et gouverneur de la province de Bretagne en 1589. En 1602 il devenait gouverneur du Dauphiné. À la mort d'Henri IV en 1610, la régente Marie de Médicis lui confère le gouvernorat de la Normandie pour l'amadouer. Il était présent au couronnement de Louis XIII. À la mort d’Henri IV, Soissons s'opposa aux menées de sa veuve, la régente Marie de Médicis. En 1612 Samuel de Champlain convainquit Charles de se faire attribuer la charge de vice-roi de Nouvelle-France par le roi Louis XIII.

## Mariage et descendance

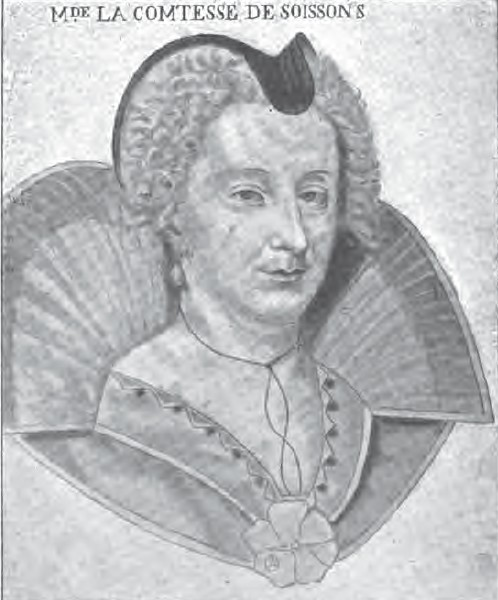
Anne de Montafié, épouse de Charles de Bourbon-Soissons.

Charles épousa le 17 décembre 1601 Anne de Montafié dame de Lucé, née en 1577 et morte le 17 juin 1644 (fille de Ludovic, comte de Montafié, et de Jeanne de Coesme, qui elle-même s'était remariée avec François, demi-frère de Charles), dont il eut :
- Louise (1603-1637), qui épousa Henri d'Orléans, duc de Longueville, comte de Tancarville, prince de Neuchâtel et Valangin[7] : parents entre autres de Marie de Nemours.
- Louis de Bourbon (1604 – 1641), comte de Soissons et de Noyers, mort sans postérité légitime (mais son fils naturel Louis-Henri, chevalier de Soissons, transmit les titres de comte de Dunois et de Noyers, seigneur de Coulommiers et de Bonnétable, aux d'Albert de Luynes)
- Marie (1606-1692), qui épousa Thomas de Savoie, prince de Carignan
- Charlotte-Anne de Bourbon (1608–1623)
- Élisabeth de Bourbon (1610–1611)

Charles eut aussi des enfants illégitimes, nés de sa relation avec Anne-Marie Bohier, fille d'Antoine, seigneur de la Rochebourdet:
- Charlotte Ire de Bourbon-Soissons (confiée aux sœurs de Fontevraud le 3 juillet 1603-1626) est une fille légitimée de Charles de Bourbon élevée à l'abbaye de Fontevraud jusqu'à son élection comme abbesse de Maubuisson en 1622. Dès son arrivée, elle eut à soutenir un long procès contre Angélique d’Estrées qui voulait reprendre sa place[8]. Elle fut inhumée au milieu du chœur de l'abbatiale sans inscription ni gravure[9].
- Catherine, bâtarde de Soissons (morte en 1651), abbesse de la Perrine[10].

## Titulature
Charles de Bourbon est seigneur de Condé, comte de Soissons, de Dreux, Château-Chinon, de Noyers, de Beaugé et de Blandy.
À l’accession au trône des Bourbons, les princes de Condé, par leur rang de premier princes du sang, portèrent respectivement les titres de Monsieur le prince et Monsieur le duc, et Charles lui-même se fit appeler Monsieur le comte à la cour. Ce titre d’honneur fut transmis à son fils Louis et, par la suite, aux comtes de Soissons de la maison de Savoie-Carignan, héritiers de la fille de Charles, Marie, princesse de Carignan, bien qu'en France ils ne fussent que princes étrangers et non princes du sang.